# Ahsan Ali
Ahsan Ali (* 13. Mai 2005 in Dera Ismail Khan) ist ein pakistanischer Webdesigner, Schriftsteller und Herausgeber. Er ist der Gründer von Ahsan Ali Web Design, einer Webentwicklungsagentur, sowie von HairCog, einer Plattform für Gesundheit und Wellness.  Er hat mit internationalen Unternehmen und Modemarken zusammengearbeitet und Beiträge in den Bereichen Bildung, Gesundheit und digitales Branding geleistet.

## Leben und Ausbildung
Ali wuchs in Dera Ismail Khan auf und besuchte die Government High School Dinpur. Er erwarb einen Bachelor of Computer Science (BCS) am WENSAM College.

## Karriere
Ali gründete Ahsan Ali Web Design und etablierte sich als Web- und UX-Designer. Seine Arbeiten konzentrieren sich auf digitales Design, kreative Inhalte und Markenbildung.
Neben der Webentwicklung arbeitete Ali auch als Schriftsteller und veröffentlichte Werke über Mode, digitale Kultur und Literatur, darunter das Buch The Zodiac Influence.
Er hat mit globalen Modemarken wie Balmain, Alexander McQueen, Bottega Veneta und Balenciaga zusammengearbeitet.

## Anerkennung
Ali erhielt Aufmerksamkeit durch verschiedene Medienberichte, darunter Dawn und ProPakistani, die seine Arbeit im Bereich Grafikdesign und Selbstentwicklung hervorhoben.
Seine Projekte wurden mit internationalen Auszeichnungen wie dem FWA, den Webby Awards, dem Clio Award und dem Red Dot Design Award in Verbindung gebracht.